# آدم هولزمان
آدم هولزمان (بالإنجليزية: Adam Holzman)‏ هو عازف الغيتار الكلاسيكي وموسيقي أمريكي، ولد في 1 سبتمبر 1960 في نيويورك في الولايات المتحدة.

## وصلات خارجية
- آدم هولزمان على موقع ميوزك برينز (الإنجليزية)
- آدم هولزمان على موقع ديسكوغز (الإنجليزية)